# Charlie Rose (giornalista)
Charles Peete Rose Jr. (Henderson, 5 gennaio 1942) è un giornalista e conduttore televisivo statunitense.

## Biografia
Diventa famoso nel 1991, quando comincia a condurre un suo talk show personale, il Charlie Rose, sulla televisione americana PBS. Dal gennaio 2012 conduce il contenitore mattutino CBS This Morning sulla rete CBS. Compare interpretando se stesso in un episodio della serie televisiva Breaking Bad.

## Filmografia
- I colori della vittoria (Primary Colors), regia di Mike Nichols (1998)
- Il codice da Vinci (The Da Vinci Code), regia di Ron Howard (2006)
- Lezioni d'amore (Elegy), regia di Isabel Coixet (2008)
- Le idi di marzo (The Ides of March), regia di George Clooney (2011)
- Top Five, regia di Chris Rock (2014)
- Segreti di famiglia (Louder Than Bombs), regia di Joachim Trier (2015)
- Batman v Superman: Dawn of Justice, regia di Zack Snyder (2016)